# مورتال کامبت: تریلوژی
مورتال کامبت: تریلوژی (به انگلیسی Mortal Kombat Trilogy) عنوان یک بازی از سری مجموعه بازی ویدئویی مورتال کامبت است که در سال ۱۹۹۶ (میلادی) برای پلی استیشن، نینتندو ۶۴, سگا ساترن، کامپیوتر عرضه شد. این بازی سه قسمت نخست مورتال کامبت یعنی مورتال کامبت، مورتال کامبت ۲ و مورتال کامبت ۳ را در یک مجموعه شامل می‌شود.